# لای (هاوایی)
لای (به انگلیسی: Laie) یک منطقهٔ مسکونی در ایالات متحده آمریکا است که در هاوایی واقع شده‌است. لای ۵٫۵ کیلومتر مربع مساحت و ۶٬۱۳۸ نفر جمعیت دارد و ۲٫۷۴ متر بالاتر از سطح دریا واقع شده‌است.